# Heterococcus dethieri
Heterococcus dethieri är en insektsart som beskrevs av Matile-ferrero 1983. Heterococcus dethieri ingår i släktet Heterococcus och familjen ullsköldlöss.
Artens utbredningsområde är Schweiz. Inga underarter finns listade i Catalogue of Life.